# Prúdy
Prúdy je slovenská rocková skupina.

## Historie
Prúdy jsou slovenská beatová skupina, založená v roce 1962 pod názvem The Jets. Společně ji založil Pavol Hammel – (kytara, zpěv) s Petrem Sallerem – (kytara), Vladimírem Kaššayem – (baskytara) a Františkem Machatsem – (bicí). V počátcích s nimi zpíval ještě Boris Puškár. K přejmenování na Prúdy došlo po prvním koncertu skupiny v roce 1962, kapela měla tehdy v repertoáru řadu instrumentálních skladeb anglických skupin Shadows či Ventures. Později převzali písně The Beatles a The Who. Od roku 1964 začíná skupina pravidelně spolupracovat se Slovenským rozhlasem (vzniká zde jejich první, bohužel dnes již nedochovaná instrumentální skladba Šálka čaju). V průběhu těchto let se kapela hraje na bratislavských zábavách a čajích.
V roce 1965 skládá Pavol Hammel svou první skladbu, nazvanou Spievam si pieseň. Se skupinou začíná spolupracovat jako textař básník Ján Masaryk. Zlomový se pro skupinu stává rok 1967 – vedle pravidelnějšího nahrávání pro rozhlas a televizi (zejména hostování v programu Milana Lasici a Julia Satinského Večery pre dvoch) si skupina zahrála na samém závěru roku na 1. československém beatovém festivalu v Praze, kde získala speciální cenu poroty za nejlepší vlastní texty. V témže roce však odchází bubeník František Machats a místo něj nastupuje Peter Petro. Vladimír Kaššay přivádí do skupiny svého kamaráda a mladého klávesistu Mariána Vargu. Dvorním textařem se stává básník Kamil Peteraj, doplňován též Borisem Filanem.
Další změny v obsazení nastávají v roce 1968. Odcházejí Peter Petro a Vladimír Kaššay, na jejich místo přichází Lubomír Dolinský (bicí) a Fedor Frešo (baskytara), který přišel ze skupiny Soulmen. Ještě v průběhu roku střídá Dolinského na postu bubeníka Vlado Mallý, taktéž ze skupiny Soulmen. Vzniká tak dnes již klasická sestava, která z větší části natáčí v rozhlasu písně, později sebrané na debutovou desku Zvoňte, zvonky. Na 2. československém beatovém festivalu v pražské Lucerně získává píseň Čierna ruža titul skladba festivalu, ovšem skupina je na přehlídce zastíněna novou kapelou Blue Effect. Ve spolupráci s režisérem Ivanem Húšťavou nahrávají Prúdy několik progresivně zaranžovaných koled do televizního snímku Aleluja. Ty se později objevují jako bonus na CD Pokoj vám.
Krátce po vydání desky Zvoňte, zvonky opouští skupinu Frešo, Mallý a Varga. Přesto jako hosté natáčí společně s Hammelem desku nazvanou Pokoj vám, která sice byla ohlášená k vydání, ale nastupující normalizace jejímu vydání zabránila. Deska vyšla až po mnoha letech na stejnojmenném CD, doplněném řadou bonusů. Písně z LP Zvoňte, zvonky i z nevydané LP Pokoj vám byly přesto součástí koncertního programu s názvem Pokoj vašim dušiam. Varga na konci roku 1969 zakládá společně s Frešem skupinu Collegium musicum a Pavol Hammel je nucen postavit Prúdy víceméně znovu: nová sestava má základ v tehdejší amatérské bratislavské kapele Inside of Fire. Do skupiny tedy nastupuje František Griglák – (kytara), Milan Čačaný – (bicí) a Peter Barica – (baskytara). O několik let mladší hudebníci přináší do Prúdů svěží vítr (mj. nastupující vlnu hardrocku). Čačaného a Baricu však ještě v témže roce střídá Alexander Filo na baskytaru a Anton Kuruc na bicí. Kuruce za nějaký čas střídá Ľubomír Plai. V tomto obsazení skupina nahrává pro slovenský rozhlas, pilně koncertuje a získává angažmá v bratislavském Divadle na korze. Kapela v tomto období doprovází Evu Kostolányiovou a Marcelu Laiferovou na několika singlech, "ukrytá" pod poněkud mystifikačním názvem Plastic Camil Band.
Hammel vedle toho vystupuje též jako sólový zpěvák – kromě účasti na 2. country & western festivalu v Praze (kde získává cenu za sólový výkon) letí společně s Marcelou Leiferovou do Rio de Janeira na tamní hudební festival. Vzhledem k zákazu vydání desky Pokoj vám vzniká víceméně narychlo kompilační album, složené z rozhlasových nahrávek, nazvané jednoduše Pavol Hammel a Prúdy. Kromě toho vychází i několik singlů, mj. s písní Lučný dom. Tu jednak posílá Hammel na chilský festival ve Viňa del Mar, a zároveň vystupuje v dubnu 1971 na hudebním festivalu v Mexiku. Díky tomu vzniká pro skupinu kontrakt na nahrání EP pro mexickou firmu Apollo. Ze skupiny odchází baskytarista Alexander Filo, vzniká hitové SP s písní Medulienka - hudbu přinesl František Griglák, otextoval Kamil Peteraj, jako spoluautor hudby je uveden Pavol Hammel. Na koncertech i ve studiích se prolínají hudebníci z Prúdů s členy skupiny Collegium Musicum – Griglák nahrává kytarové party na 2LP Collegia, nazvaného Konvergencie, na koncertech zase s Prúdy vystupuje Fedor Frešo. Pavol Hammel společně s Mariánem Vargou a Radimem Hladíkem nahrává LP Zelená pošta, na kterém hrají hudebníci z Collegia Musica.
I přes koncertní a singlových úspěch dochází v roce 1972 opět k výměně části kapely. Z ní zůstává jen Hammel a Plai a novými členy se stávají Jozef Farkaš – (kytara), Ivan Belák – (baskytara) a Peter Baran – (violoncello). K nim se později přidá spolužák Petera Barana Ján Lauko, který hraje na klávesové nástroje. V této sestavě vzniká LP deska Som šťastný, keď ste šťastní, dále EP s písní Nepoviem ti dovidenia (která se podobně jako Medulienka stává dalším hitem kapely) a řada singlů. Skupina natáčí několik snímků pro tehdejší východoněmeckou firmu Amiga, koncertuje jak na území bývalého Československa, tak i v NDR a SSSR (zde společné turné se skupinou Collegium Musicum). V roce 1973 odchází bubeník Ľubomír Plai, kterého nahrazuje Pavol Barna. V tomto roce také vzniká slavné konceptuální album Šľahačková princezná.
Během následujícího roku dochází ke zcela zásadním proměnám: vznikl televizní snímek Dušana Trančíka Oblaky-modriny, ve kterém hraje Hammel jednu z hlavních rolí a Prúdy zde nahrály několik písní. Bubeníka Pavola Barnu nahrazuje čtrnáctiletý Pavol Kozma. Skupina se orientuje na dobově velmi úspěšný jazzrockový zvuk. V polovině roku Hammel odchází na vojnu a kapela se rozpadá – část z hudebníků odchází do Collegia musica. Během vojenské základní služby ve Vojenském uměleckém souboru nahrává Hammel společně s Kozmou, Laukem a Lacem Lučeničem desku Hráč. I přes její nesporný úspěch se tato deska stává posledním výrazným projektem Prúdů jako skupiny. Kapela se od té chvíle stává víceméně doprovodnou studiovou skupinou Pavola Hammela s velmi proměnlivou sestavu, často do sebe absorbující i jiná hudební tělesa (například v roce 1975 doprovází na koncertech Hammela pod jménem Prúdy skupina Modus.)
K označení doprovodné kapely Prúdy na deskách se Pavol Hammel vrátil až v polovině 80. let, kdy vydal několik LP - Divadielka v tráve, Čierna ovca, biela vrana a Verejná lyrika. V roce 1999 se díky třicátému výročí vydání LP Zvoňte, zvonky dala dohromady původní a nejslavnější sestava Prúdů z konce 60. let, která natočila nové CD Prúdy 1999.

## SP
- "Tam v Massachusetts"/"Spievam si pieseň" - 1968 (Supraphon 0 43 0447 h)
- "Čierna ruža"/"Zaklínač hadov" - 1968 (Supraphon 0 43 0554 h)
- "Koče plné ruží"/"Kráľ slnečných hodín" - 1970 (Panton 04 0298)
- "Hermína"/"Lúčny dom" - 1970 (Panton 04 0335)
- "Biely anjel" - 1970 (Panton 04 0293) (B strana obsahuje skladbu "To všetko bolo včera" v podání Marthy a Teny Elefteriadu)
- "Medulienka"/"Poviem ti: pozri" - 1971 (Opus 9043 0068)
- "Usmej sa, keď odchádzam"/"Skús to trikom" - 1971 (Panton 44 0399)
- "Do piesku píš"/"Budeme si vymýšľať" - 1972 (Panton 44 0400)
- "Hudáčik" - 1972 (Opus 9043 0149) (A strana obsahuje skladbu "Zimozel", v podání Petra Tomana a Tomáše Rédeye)
- "Skrývačka"/"Budem ťa viesť" - 1972 (Supraphon 0 43 1404)
- "Zavediem ťa tam"/"Zápasník" - 1972 (Opus 9043 0122)
- "Roznášač snov"/"Vietor nemá kam ísť" - 1972 (Opus 9043 0123)
- "Schluss mit den Märchen" (Koniec rozprávky)/"Alles vermag die Liebe" (Omnia Vincit Amor) - 1972 (Amiga 4 55 882, NDR), německy zpívané písně
- "Alles in Ordnung" (Tak je mi dobre)/"Prinzessin mit den goldenen Haaren" (Princezná Zlatovláska) - 1973 (Amiga, 4 55 904, NDR), německy zpívané písně
- "Praj mi dobrú púť"/"Počítam" - 1974 (Opus 9143 0346)
- "Učiteľka tanca"/"Blší trh" - 1975 (Opus 9143 0375)
- "Zázračný orchester"/"Na rokoch nezáleží" - 1976 (Opus 9143 0404)
- "Stále je láska"/"3375" - 1976 (Opus 9143 0424)
- "Učiteľka tanca"/"3375" - 1976 (Tonpres S-182, Polsko)

## EP
- "Abraka dabraka"/"Baladuška"/"Mechanická bábika"/"Pieseň pre nikoho" - 1970 (Panton 03 0243)
- "Šesť starcov"/"Medový máj"/"Ráno"/"Mama" - 1971 (Panton 33 0262)
- "Možno zajtra prídem k vám"/"Song o čiernej káve"/"Bábkar"/"Nepoviem ti dovidenia" - 1973 (Opus 9083 0091)

## LP
- 1969 – Zvoňte, zvonky
- 1970 – Pavol Hammel a Prúdy
- 1972 – Som šťastný, keď ste šťastní
- 1973 – Šľahačková princezná
- 1975 – Hráč
- 1978 – Stretnutie s tichom
- 1980 – Faust a margaréty
- 1981 – Čas malín
- 1984 – Divadielka v tráve
- 1985 – Čierna ovca, biela vrana
- 1987 – Verejná lyrika
- 1998 – Pokoj vám (první vydání zakázaného LP z roku 1969)
- 1999 – Zvoňte, zvonky (speciální edice k 30. výročí, s bonusy)
- 1999 – Prúdy 1999

## Kompilace, výběry
- 1972 – Rhythmus 72 (Amiga 8 55 284, NDR), zde německy zpívaná píseň Medulienka
- 1972 – Hallo Nr. 6 (Amiga 8 55 336, NDR), zde německy zpívané písně Abrakadabra a Alles in Ordnung (Tak je mi dobre)
- 1972 - Hallo Nr. 7 (Amiga 8 55 337, NDR), zde německy zpívaná píseň Die sechs Weisen (Šesť starcov)
- 1973 - Box Nr. 3 (Amiga 8 55 363, NDR), zde německy zpívaná píseň Es ist sonderbar dir zu begegnen (Usmej se, keď odcházam)
- 1973 - Box Nr. 6 (Amiga 8 55 366, NDR), zde německy zpívaná píseň Denn ich hab' mir was ausgedacht (Budeme si vymýšľať)
- 1982 – Pavol Hammel a Prúdy 1966 - 1975
- 1998 – Pavol Hammel 1968-1998
- 2001 – Šálka čaju (Rarity 1)

## Tribut
- 2000 – Laco Lučenič / DoubleL - Proudy (tribute to Prúdy)

## SP
s Marcelou Laiferovou:
- "Ja už spím" (Let It Be)/"Motýlia záhrada" - 1970 (Supraphon 0 43 1072)
- "Dávna pieseň"/"V háji spí celý máj" - 1970 (Supraphon 0 43 1073)

s Evou Kostolányiovou:
- "Môj veľký mág" (My sweet lord) - 1971 (Opus 90 43 0058) - (B strana obsahuje skladbu "Len ja dúfam" v podání Evy Kostolányiové a Tanečního orchestru Československého rozhlasu v Bratislavě)